# Gustav Riem

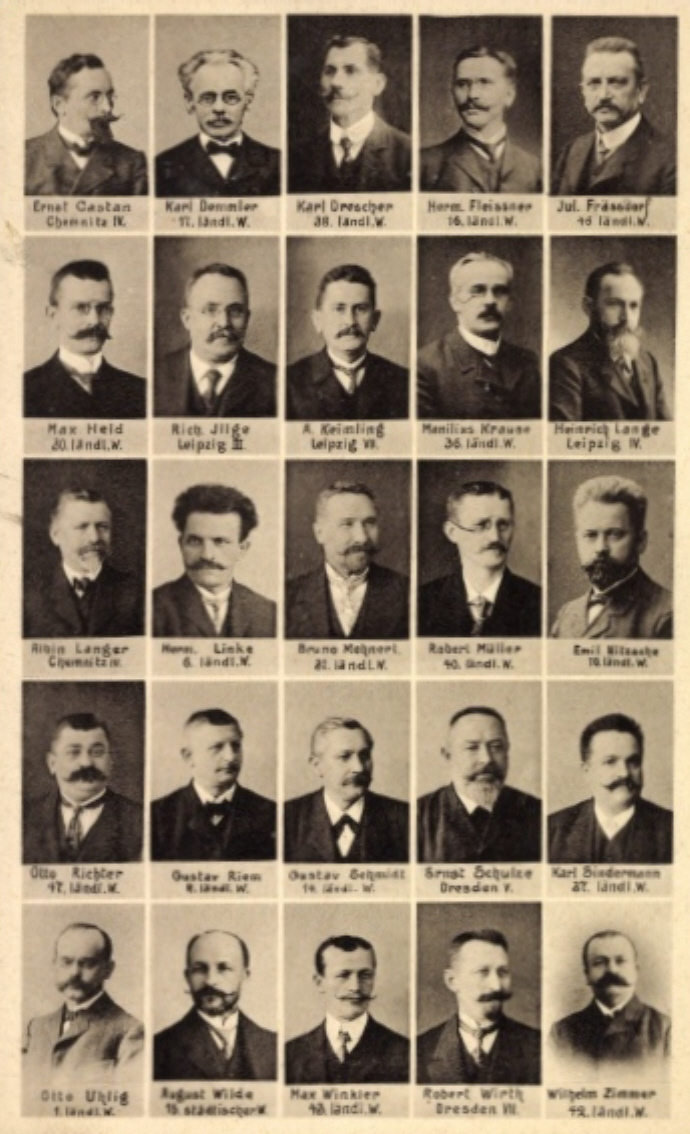
Gustav Riem (vierte Reihe von oben, zweiter von links) und die anderen Mitglieder der sozialdemokratischen Fraktion des sächsischen Landtags, 1909

Gustav Riem (* 13. Dezember 1867 in Neumünster in Holstein; † 21. Dezember 1913 in Dresden) war ein sächsischer Landtagsabgeordneter (SPD).
Zunächst wurde Riem, Sohn eines Spinners, 1875 bis 1881 im Hamburger Waisenhaus erzogen, danach absolvierte er eine Buchdruckerlehre und arbeitete bis 1899 als Schriftsetzer. Anschließend war er als Zeitungsredakteur tätig. Gustav Riem war von 1909 bis zum 13. April 1913 Abgeordneter des Wahlkreises Land 2 in der zweiten Kammer des Sächsischen Landtags.

## Veröffentlichungen
- Aus der Geschichte der Dresdner Arbeiterbewegung. Den Delegierten zum 8. Deutschen Gewerkschafts-Kongreß 1911 gewidmet von den Dresdner Gewerkschaften. Gewerkschafts-Kartell Dresden, 1911.